# Kuat
Kuat é um refrigerante com sabor guaraná lançado em 1997 pela empresa The Coca-Cola Company. O nome para a marca foi escolhida a partir de um concurso, sendo o vencedor, “Kuat”, que na mitologia camaiurá é o deus Sol, irmão gêmeo de Iae, o deus Lua. Dentre os seus principais concorrentes diretos, destaca-se o Guaraná Antarctica da AmBev.

## História

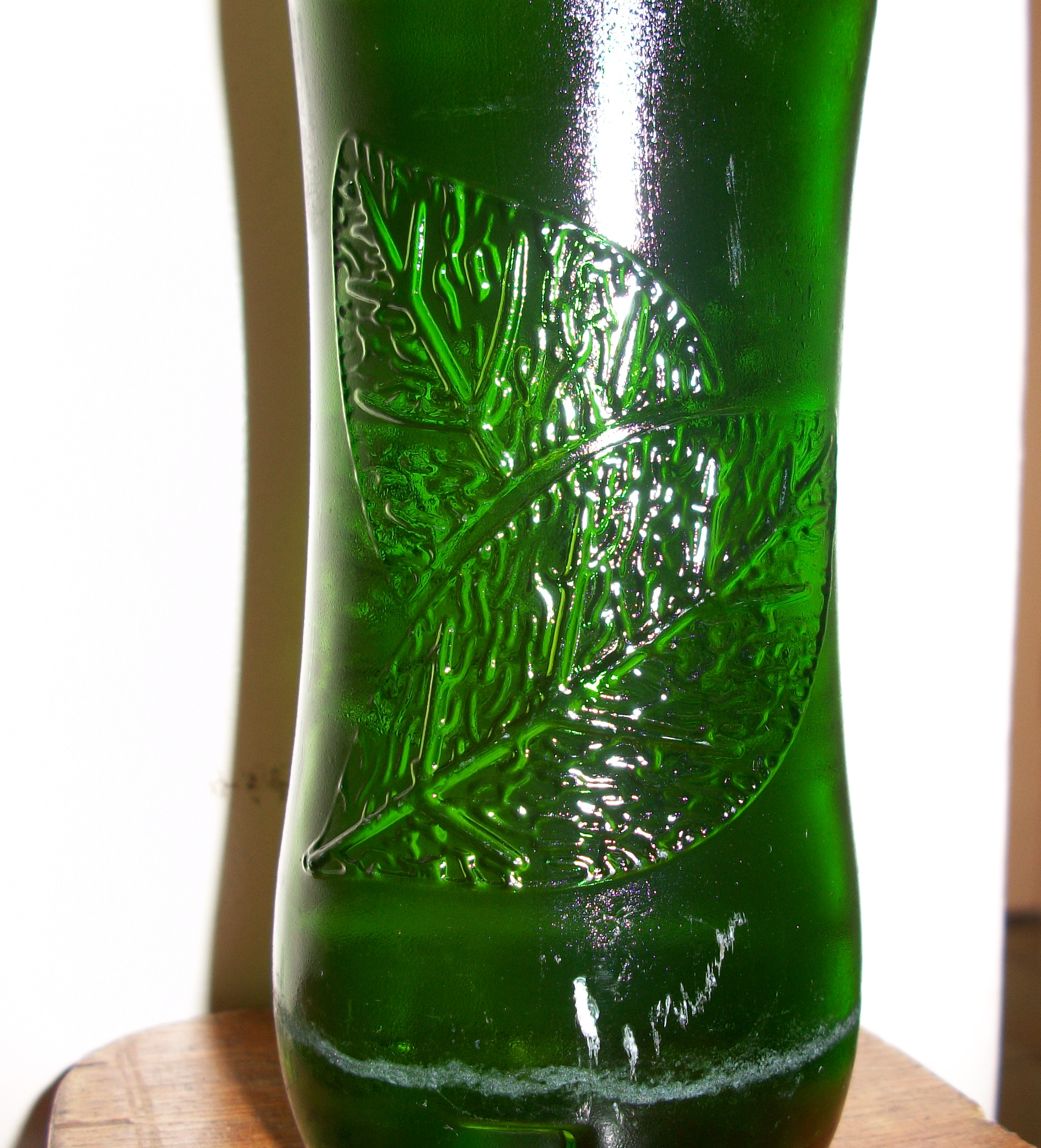
Detalhe da garrafa retornável exibindo as folhas

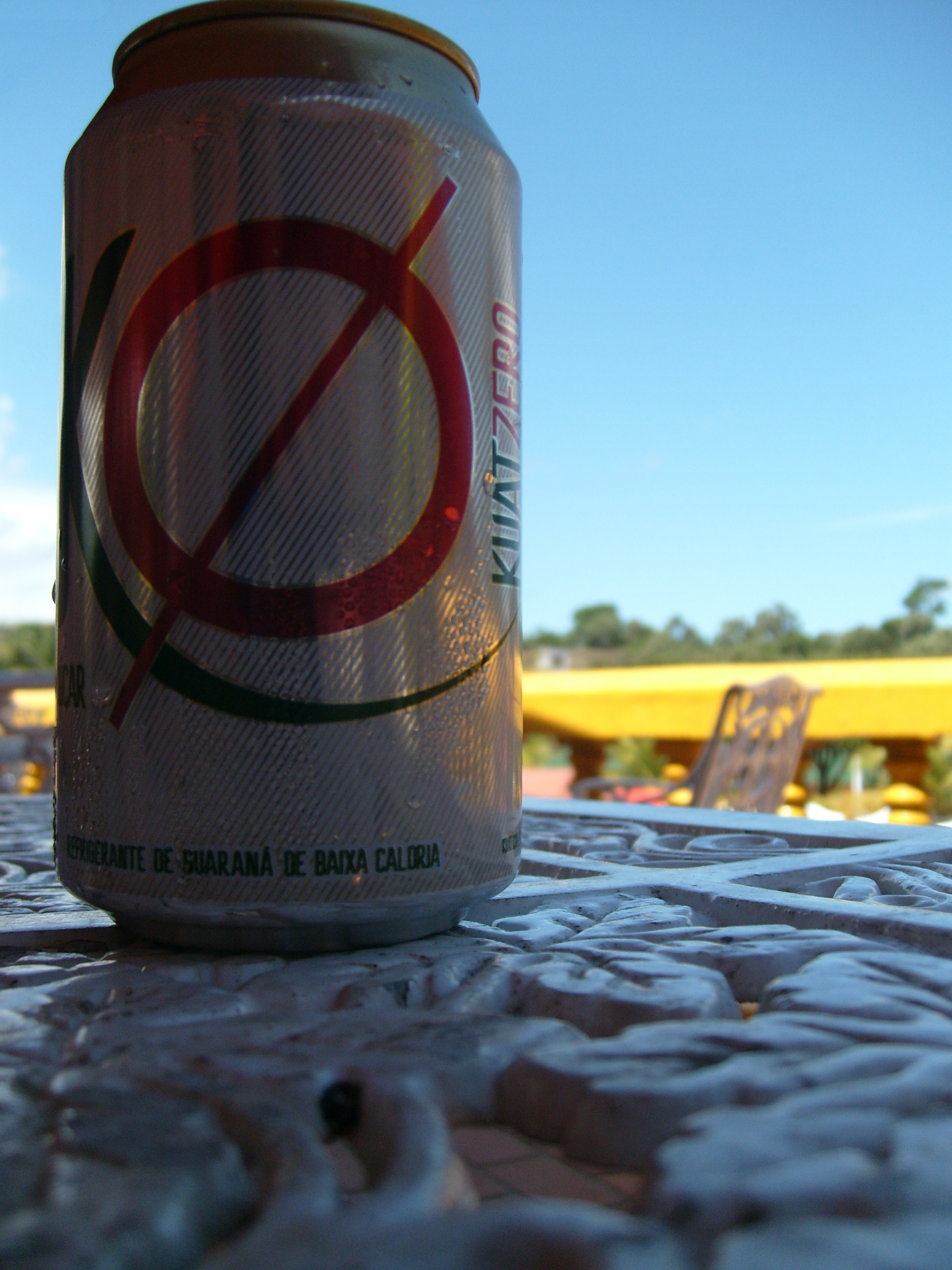
Lata da versão Zero.

Em 1995 a Companhia Cervejaria Brahma relançou com uma grande campanha publicitária o Guaraná Brahma, presente no mercado desde 1927, com nova fórmula para concorrer com o Guaraná Antarctica (líder do mercado). Ao mesmo tempo, a PepsiCo ingressou no mercado de guaranás com a marca Kas, inicialmente em São Paulo. Os investimentos da Brahma e da Pepsi forçaram a The Coca-Cola Company a estudar uma revitalização do Taí, guaraná da empresa estadunidense. Lançado em 1979 com o objetivo de concorrer com o produto da Antarctica, o Taí estava estagnado, com uma participação de 3,2% do mercado enquanto a o Guaraná Antarctica detinha 72% . 
Depois de testar novos sabores e alterações na fórmula do Taí, a Coca-Cola chegou a conclusão de que um novo produto deveria ser lançado. O projeto foi batizado K-7. 
Às vésperas do lançamento, o novo guaraná foi batizado Kuat.
O refrigerante Kuat foi lançado no Brasil através de um investimento de 1 milhão de dólares, primeiramente nas cidades do Rio de Janeiro, de São Paulo e de Juiz de Fora em 17 de outubro de 1997 e, atualmente está presente em todo o território nacional. Corresponde á segunda marca comercializada pela Coca-Cola no segmento premium. No ano de 1999, a Coca Cola lançou a versão Light do guaraná, que possuía a seguinte composição: água, teor de semente de guaraná 0,025%, Acidulante ácido cítrico, aroma sintético, corante caramelo IV, conservador benzoato de sódio, edulcorantes artificiais ciclamato, aspartame e sacarina.
No dia 8 de agosto de 2003, foi lançado o misto Guaraná Kuat com Laranja, mais conhecido como Kuat Laranja. Em 2006 surge o Kuat Zero, primeiro refrigerante de guaraná lançado com zero em açúcar. Neste mesmo ano aconteceu a descontinuação da produção do Kuat Light, substituído pela versão Zero, com fórmula mais avançada. Em fevereiro de 2009 foi lançado o misto Kuat Eko, misto de guaraná com chá verde, sem açúcar, com fórmula desenvolvida no Centro de Pesquisa e Desenvolvimento de Produtos da Coca-Cola Brasil, no Rio de Janeiro.
Em 2017  Coca-Cola relançou o refrigerante Fanta Guaraná, gerando temores de descontinuidade do Kuat, desmentidos pela empresa.  Naquele ano o refrigerante detinha 7,3% do mercado de guaraná no Brasil.

## Slogan
- "Beba outros ares" (1997).
- "Abra a cabeça, beba Kuat. (vinculada no ano de 2003 trazia como garoto propaganda o tenista Gustavo Kuerten, o Guga, que em uma quadra de tênis rebatia latas da concorrente Guaraná Antarctica. Na época a propaganda rendeu diversas matérias na mídia entre a guerra instaurada entre as marcas de guaraná das duas empresas).[13]
- "Kuat. Esse sabor pega em você" (2005).[14]
- "Abra a KBÇA, Guaraná Kuat" (2005 e 2006).[2]
- "A gente muda. O mundo muda" (2008 - 2010).[15]
- "Experimente e renove-se" (fevereiro de 2009, Lançamento do Kuat Eko - mistura de Guaraná com Chá Verde e zero em açúcar).

## Embalagens
O guaraná Kuat é comercializado em:
- Garrafas de vidro de 200 ml, 300 ml, 350 ml, 1 litro e 1,25 litro;
- Lata de alumínio de 350 ml e 250 ml;
- Garrafas PET de  500 ml, 600 ml, 1 litro, 1,5 litro, 2 litros, 2,25 litros e 2,5 litros e Em Algumas Cidades é possível encontrar a versão De 3 Litros;
- Post Mix de 300 ml, 500 ml e 700 ml (copos).

Sendo que as embalagens variam de acordo com a região do Brasil.

## Controvérsias
Em julho de 2003, a Coca-Cola do Brasil foi a público, por meio de uma nota, esclarecer sobre um e-mail que trafegou na Internet em formato spam. O mesmo questionava a composição do guaraná Kuat e, que seu consumo, causaria câncer e mau funcionamento no reto. Na verdade era um boato, pois os nomes dos componentes citados sequer existiam.